# Claudio Villan
Claudio Andrés Villan Cerpa (* 18. August 1973 in Santiago) ist ein ehemaliger chilenischer Fußballspieler auf der Position eines Mittelfeldspielers.

## Karriere
Claudio Villan begann 1994 seine Profikarriere bei Unión Santa Cruz. Anschließend spielte er bei verschiedenen Klubs in Chile. Ab 2003 setzte Villan seine Karriere in Indonesien fort. Bei Persik Kediri, wo er mit seinen Landsleuten Alejandro Bernal und Juan Carlos Tapia spielte, gelang ihm mit dem Team die Meisterschaft 2003. Danach lief er noch für Perseden Denpasar und Persekaba Badung auf, wo er 2006 seine professionelle Karriere beendete.
Auf Nationalmannschaftsebene stand Villan 1993 im Kader der U20-Nationalmannschaft.

## Erfolge
Persik Kediri
- Indonesischer Meister: 2003